# مسجد تنکزیه
مسجد تنکزیه که به جامع تنکز نیز شناخته می‌شود، یکی از هشت مسجد بزرگ جامع در دمشق. این بنا به دستور سیف الدین تنکز، نایب السلطنه دمشق ساخته شده است. سال شروع به تاسیس آن را ۷۱۷ گزارش کرده اند که یک سال پس از آن در سال ۷۱۸ به اتمام رسیده است. اولین نماز جمعه در این مسجد به تاریخ ۱۰ شعبان ۷۱۸ اقامه شده است. این نماز را نجم الدین علی بن داوود حنفی و در حضور تنکز اقامه شده است. در سال ۷۴۴ ه.ق، پس از مرگ تنکز، جسد تنکز در کنار مسجد دفن گردید و بعدها آن منطقه به تربت تنکز نام گرفت. این بنا تا سال ۸۸۹ ه.ق اهمیت خود را حفظ کرد تا آنجا که در سال ۸۸۹ ه.ق در این مسجد بر جنازه محب الدین بصروی -فقیه بزرگ شافعی- نماز گزارده شد. بر اساس گزارش‌ها، تا سال ۹۰۶ در این محل نماز جمعه برگزار می شد. بعدها در دوره خدیوان مصر، ابراهیم پاشا این مکان را مدرسه نظامی کرد و برای این منظور، تالارهای بزرگی را برای درس و خوابگاه دانشجویان ساخت. در سال ۱۹۱۸ پس از خارج شدن عثمانیها از سوریه و در دوره ملک فیصل اول، مدرسه نظامی دیگری در کنار آن بنا ساخته شد. در سال ۱۳۵۶، این مکان از مدرسه نظامی به مدرسه طلاب علوم دینی تغییر کاربری پیدا کرد. در سال ۱۹۴۵ میلادی، مسجد بر اثر اصابت بمب، آسیب جدی دید و در پی آن اداره اوقاف اسلامی، آنجا را به فروشگاه تبدیل کرد.

## بنای مسجد
این مسجد تا پیش از ۱۳۷۱ یک نمای سنگی طویل و چهار در داشت که دودرب به صحن مسجد و دو در به شبستان مسجد باز می گشت. بین دو در این بنا، ساعتی آفتابی از جنس مرمر تعبیه شده بود. بنای امروزی مسجد، در نزدیک خیابان قصر قرار دارد و در سمت راست آن، یک ضریح تنکز با گنبدی بالای آن واقع شده است. در مقابل در گنبد ضریح، دری دیگر به شبستان باز می شود. شبستان این مسجد، فضایی وسیع را شامل می شود که با ده طاق که بر ستونهایی محکم استوار شده است، مزین شده است. سقف این مسجد چوبی است و محراب آن از جنس سنگ است. بالای محراب مسجد با کاشی معرق تزئین شده است. منبر مسجد از سنگ ساخته شده و بر بالای جایگاه سخنران، گنبد گوچکی از جنس سنگ تهیه شده است.